# Massimo Oddo
Massimo Oddo (* 14. červen 1976, Pescara, Itálie) je fotbalový trenér a bývalý italský fotbalový obránce.

## Klubová kariéra
Mezi roky 2000 až 2002 hrál základ za prvoligový klub Hellas Verona. V první sezóně se tým zachránil až v play-off proti Reggina Calcio.
V následujícím ročníku odehrál 32 z celkových 34 ligových zápasů včetně listopadového derby proti Chievo Verona, kdy se tyto dva veronské týmy vůbec poprvé střetly na scéně první ligy. Hellas na domácím trávníku prohrával 0:2, ale po faulu na Adriana Mutua snížil z penalty právě Massimo Oddo a po přestávce jeho tým otočil na vítězný výsledek 3:2.
Tento rok však Hellas opět skončil na 15. místě a tentokráte už sestupoval přímo.
V létě v roce 2002 přestoupil do Lazia Řím, byť postup komplikovala italská fotbalová asociace, neboť římský celek sužovaly finanční problémy.
Úvodní sezónu se mohl předvést v rámci Poháru UEFA, kde bylo Lazio vyřazeno až v semifinále portugalským FC Porto.
V průběhu sezóny 2006/07 zamířil 30letý Oddo do AC Milán jako náhrada za stárnoucího brazilského obránce jménem Cafú. Součástí obchodu byl též záložník Pasquale Foggia, který naopak odešel do Lazia.
Ačkoli v lize AC Milán obsadil až čtvrté místo,
cesta evropskou Ligou mistrů byla úspěšná. Po vyřazení Celticu se Rossoneri ve čtvrtfinále střetli s Bayernem Mnichov. Oddo dostal několika centrovanými míči spoluhráče do brankových příležitostí, přičemž přesná hlavička Pirla byla gólová. Přesto domácí utkání dopadlo remízou 2:2.
V Německu ale milánská obrana s Oddem, Nestou, Maldinim a Jankulovskim neinkasovala a po dvougólovém vítězství postoupila dál.
AC Milán následně vyřadil Manchester United, aby se ve finále znovu střetl s anglickým Liverpoolem. Massimo Oddo nastoupil opět v základní sestavě a odehrál celých 90 minut. Centrovanými míči pomáhal útočícím spoluhráčům a poradil si rovněž s levým krajním obráncem soupeře Riisem.
Oddo se tak stal vítězem nejcennější evropské trofeje.

## Reprezentační kariéra
Trenér Giovanni Trapattoni jej nominoval na mistrovství Evropy 2004, kde Italové nedokázali postoupit ze skupiny.
Dostal se rovněž do nominace pro mistrovství světa 2006, které Italové vyhráli.

## Přestupy
- z AC Milán do Hellas Verona FC za 1 000 000 Euro
- z Hellas Verona FC do SS Lazio za 1 500 000 Euro
- z SS Lazio do AC Milán za 7 750 000 Euro

## Hráčská statistika
| Sezóna  | Klub        | Liga       | Liga   | Liga | Národní poháry | Národní poháry | Národní poháry | Kontinentální poháry | Kontinentální poháry | Kontinentální poháry | Celkem | Celkem |
| Sezóna  | Klub        | Soutěž     | Zápasy | Góly | Soutěž         | Zápasy         | Góly           | Soutěž               | Zápasy               | Góly                 | Zápasy | Góly   |
| ------- | ----------- | ---------- | ------ | ---- | -------------- | -------------- | -------------- | -------------------- | -------------------- | -------------------- | ------ | ------ |
| 1992/93 | Renato Curi | Serie D    | 3      | 0    | -              | 0              | 0              | -                    | 0                    | 0                    | 3      | 0      |
| 1995/96 | Fiorenzuola | Serie C1   | 19     | 0    | IP             | 3              | 0              | -                    | 0                    | 0                    | 22     | 0      |
| 1996    | Monza       | Serie C1   | 4      | 0    | IP             | 2              | 0              | -                    | 0                    | 0                    | 6      | 0      |
| 1996/97 | Prato       | Serie C1   | 16     | 0    | -              | 0              | 0              | -                    | 0                    | 0                    | 16     | 0      |
| 1997/98 | Lecco       | Serie C1   | 20     | 1    | -              | 0              | 0              | -                    | 0                    | 0                    | 20     | 1      |
| 1998/99 | Monza       | Serie B    | 30     | 4    | IP             | 1              | 0              | -                    | 0                    | 0                    | 31     | 4      |
| 1999/00 | Neapol      | Serie B    | 36     | 1    | IP             | 9              | 0              | -                    | 0                    | 0                    | 45     | 1      |
| 2000/01 | Verona      | Serie A    | 32     | 4    | IP             | 2              | 0              | -                    | 0                    | 0                    | 34     | 4      |
| 2001/02 | Verona      | Serie A    | 32     | 5    | IP             | 1              | 2              | -                    | 0                    | 0                    | 33     | 7      |
| 2002/03 | Lazio       | Serie A    | 19     | 0    | IP             | 5              | 0              | UEFA                 | 7                    | 0                    | 31     | 0      |
| 2003/04 | Lazio       | Serie A    | 31     | 1    | IP             | 7              | 0              | LM                   | 6                    | 0                    | 44     | 1      |
| 2004/05 | Lazio       | Serie A    | 35     | 4    | IP+IS          | 1+1            | 0              | UEFA                 | 5                    | 0                    | 42     | 4      |
| 2005/06 | Lazio       | Serie A    | 35     | 7    | IP             | 3              | 0              | -                    | 0                    | 0                    | 38     | 7      |
| 2006/07 | Lazio       | Serie A    | 15     | 5    | IP             | 2              | 0              | -                    | 0                    | 0                    | 17     | 5      |
| 2007    | Milán       | Serie A    | 10     | 1    | IP             | 1              | 0              | LM                   | 7                    | 0                    | 18     | 1      |
| 2007/08 | Milán       | Serie A    | 25     | 1    | IP             | 1              | 0              | LM+ES+MSK            | 6+1+1                | 0                    | 34     | 1      |
| 2008/09 | Bayern      | Bundesliga | 18     | 0    | NP             | 2              | 0              | LM                   | 7                    | 0                    | 27     | 0      |
| 2009/10 | Milán       | Serie A    | 14     | 0    | IP             | 0              | 0              | LM                   | 4                    | 0                    | 18     | 0      |
| 2010/11 | Milán       | Serie A    | 7      | 0    | IP             | 3              | 0              | LM                   | 0                    | 0                    | 10     | 0      |
| 2011/12 | Lecce       | Serie A    | 27     | 1    | IP             | 0              | 0              | -                    | 0                    | 0                    | 27     | 1      |
| Celkově | Celkově     | Celkově    | 428    | 35   | -              | 43             | 2              | -                    | 45                   | 0                    | 516    | 37     |

## Reprezentační kariéra
První utkání za reprezentaci Itálie hraje v 26 letech 21. srpna 2002 proti Slovínsku (0:1).  Jedinou branku vstřelil 7. října 2006 proti Ukrajině (2:0). 
Zúčastnil se jednou na ME (2004) a jednou na MS (2006 - zlato). Na obou turnajích odehrál po jednom utkání, vždy jako střídající hráč.
Jeho poslední utkání za reprezentaci byl 6. února 2008 proti Portugalsku (3:1). Celkem odehrál 34 utkání a vstřelil jednu branku.

### Statistika na velkých turnajích
| Reprezentace | Rok  | Zápasy             | Zápasy | Zápasy    | Zápasy           | Zápasy           | Zápasy   |
| Reprezentace | Rok  | Fáze turnaje       | Datum  | Soupeř    | Odehraných minut | Vstřelené branky | Výsledek |
| ------------ | ---- | ------------------ | ------ | --------- | ---------------- | ---------------- | -------- |
| Itálie       | 2004 | 3 zápas ve skupině | 22. 6. | Bulharsko | 22               | 0                | 2:1      |
| Itálie       | 2006 | Čtvrtfinále        | 30. 6. | Ukrajina  | 22               | 0                | 3:0      |

## Trenérská kariéra
Trenérem se stal v roce 2013 a jeho první angažmá bylo v klubu Janov CFC kde vedl B tým. V roce 2014 byl zaměstnán u juniorů (Primavera) v klubu Delfino Pescara 1936. Dne 16. května 2015 se stal trenérem týmu dospělých když nahradil Baroniho. S klubem se dostává do play off druhé ligy. Nakonec prohrál ve finále s Boloní. Klub vedl ještě dvě sezony až do 14. února 2017 když byl propuštěn za špatné výsledky.
Dne 21. listopadu 2017 přebírá prvoligový klub Udinese Calcio. Tady vydržel do 24. dubna 2018 po 11 porážce v řadě.
Jeho novým zaměstnavatelem se stal klub Crotone FC 29. října 2018, když nahradil trenéra Stroppu. Jenže po osmi zápasech byl pro špatné výsledky vyhozen (6 porážek).
Dne 7. června 2019 byl najat klubem AC Perugia Calcio. Tady vydržel do 4. ledna 2020. Jenže po špatných výsledcích jeho následníka byl 19. července opět najat. Jeho klub se utkal v utkání o přímí sestup do třetí ligy s Pescarou, se kterou prohráli ve druhém utkání na penalty. Smlouvu po sezoně ukončil.
Novou smlouvu podepsal s klubem Delfino Pescara 1936. Po špatných výsledcích byl 29. listopadu 2020 uvolněn.

### Trenérská statistika
| Sezóna  | Klub    | Liga    | Liga   | Liga  | Liga   | Liga   | Liga                               | Národní poháry | Národní poháry | Národní poháry | Národní poháry | Národní poháry | Národní poháry | Kontinentální poháry | Kontinentální poháry | Kontinentální poháry | Kontinentální poháry | Kontinentální poháry | Kontinentální poháry | Celkem | Celkem | Celkem | Celkem |
| Sezóna  | Klub    | Soutěž  | Zápasy | Výhry | Remízy | Prohry | Umístění                           | Soutěž         | Zápasy         | Výhry          | Remízy         | Prohry         | Úspěch         | Soutěž               | Zápasy               | Výhry                | Remízy               | Prohry               | Úspěch               | Zápasy | Výhry  | Remízy | Prohry |
| ------- | ------- | ------- | ------ | ----- | ------ | ------ | ---------------------------------- | -------------- | -------------- | -------------- | -------------- | -------------- | -------------- | -------------------- | -------------------- | -------------------- | -------------------- | -------------------- | -------------------- | ------ | ------ | ------ | ------ |
| 2015    | Pescara | Serie B | 1+5    | 1+2   | 0+3    | 0      | 7. místo + finále                  | -              | 0              | 0              | 0              | 0              | -              | -                    | 0                    | 0                    | 0                    | 0                    | -                    | 6      | 3      | 3      | 0      |
| 2015/16 | Pescara | Serie B | 42+4   | 21+3  | 9+1    | 12     | 4. místo + Postup                  | IP             | 2              | 1              | 0              | 1              | -              | -                    | 0                    | 0                    | 0                    | 0                    | -                    | 48     | 25     | 10     | 13     |
| 2016/17 | Pescara | Serie A | 24     | 1     | 6      | 17     | propuštěn v únoru                  | IP             | 2              | 1              | 0              | 1              | -              | -                    | 0                    | 0                    | 0                    | 0                    | -                    | 26     | 2      | 6      | 18     |
| 2017/18 | Udinese | Serie A | 22     | 6     | 3      | 13     | nastoupil v lis., propuštěn v dub. | IP             | 2              | 1              | 0              | 1              | -              | -                    | 0                    | 0                    | 0                    | 0                    | -                    | 24     | 7      | 3      | 14     |
| 2018/19 | Crotone | Serie B | 7      | 0     | 2      | 5      | nastoupil v lis., propuštěn v pro. | IP             | 1              | 0              | 0              | 1              | -              | -                    | 0                    | 0                    | 0                    | 0                    | -                    | 8      | 0      | 2      | 6      |
| 2019/20 | Perugia | Serie B | 22+2   | 8+1   | 6      | 8+1    | 16. místo (sestup)                 | IP             | 3              | 3              | 0              | 0              | -              | -                    | 0                    | 0                    | 0                    | 0                    | -                    | 27     | 12     | 6      | 9      |
| 2020    | Pescara | Serie B | 9      | 1     | 1      | 7      | propuštěn v lis.                   | IP             | 2              | 0              | 1              | 1              | -              | -                    | 0                    | 0                    | 0                    | 0                    | -                    | 11     | 1      | 2      | 8      |
| 2022    | Padova  | Serie C | 10+6   | 8+2   | 1+1    | 1+3    | nastoupil v úno., 2. místo         | IP             | 0              | 0              | 0              | 0              | -              | -                    | 0                    | 0                    | 0                    | 0                    | -                    | 16     | 10     | 2      | 4      |
| Celkově | Celkově | Celkově | 154    | 54    | 33     | 67     | -                                  | -              | 12             | 6              | 1              | 5              | -              | -                    | 0                    | 0                    | 0                    | 0                    | -                    | 166    | 60     | 34     | 72     |

## Úspěchy

### Klubové
- 1× vítěz italské ligy (2010/11)
- 1× vítěz italského poháru (2003/04)
- 1× vítěz Ligy mistrů (2006/07)
- 1× vítěz evropského superpoháru (2007)
- 1× vítěz mistrovství světa klubů (2007)

### Reprezentace
- 1× na MS (2006 - zlato)
- 1× na ME (2004)

### Vyznamenání
Zlatý límec pro sportovní zásluhy (23.10. 2006) 

 Řád zásluh o Italskou republiku (12.12. 2006) z podnětu Prezidenta Itálie 